# Durk van der Mei
Durk Frederick van der Mei (ur. 13 października 1924 w Brummen, zm. 2 lutego 2018 w Zutphen) – holenderski polityk i ekonomista, deputowany krajowy i europejski, sekretarz stanu.

## Życiorys
Syn urzędnika skarbowego, miał dwoje rodzeństwa. W 1945 brał udział w wojnie z Japonią o Holenderskie Indie Wschodnie, następnie uczestniczył w kursie artylerii w Wielkiej Brytanii i powrócił celem walki z miejscowymi w ramach Indonezyjskiej Rewolucji Narodowej. Odniósł rany w walce, doszedł do stopnia sierżanta.
Ukończył studia ekonomiczne na Uniwersytecie Amsterdamskim i obronił doktorat, od 1953 do 1956 był asystentem na tej uczelni. Pomiędzy 1959 a 1965 doradzał w kwestiach międzynarodowych związkowi zawodowemu Christelijk Nationaal Vakverbond. Zaangażował się w działalność polityczną w ramach Unii Chrześcijańsko-Historycznej, w 1980 przekształconej w Apel Chrześcijańsko-Demokratyczny. W latach 1956–1977 i 1981–1984 deputowany Tweede Kamer, od 1975 do 1976 oddelegowany do Parlamentu Europejskiego. Pomiędzy 1977 a 1981 był sekretarzem stanu ds. współpracy europejskiej. Od 1984 do 1992 zatrudniony w urzędzie zajmującym się zarządzaniem nieruchomościami publicznymi, działał także jako doradca ds. weteranów z Indii Wschodnich.
Jego żona także zaangażowała się w działalność polityczną z ramienia chadeków.